# Gabe Evans
Gabe Evans, né le 28 juillet 1986 à Aurora (Colorado), est un homme politique américain. Membre du Parti républicain, il est élu à la Chambre des représentants du Colorado en 2022, puis à la Chambre des représentants des États-Unis lors des élections de 2024.

## Biographie

### Jeunesse et carrière professionnelle
Gabe Evans est originaire d'Aurora, dans la banlieue de Denver. Il grandit à Aurora et dans le comté voisin d'Elbert. Son grand-père, originaire du Mexique, obtient la nationalité américaine grâce à sa participation aux combats de la Seconde Guerre mondiale dans les rangs de l'armée américaine.
Gabe Evans étudie le « renseignement stratégique » dans une petite université conservatrice de Virginie, le Patrick Henry College (en). Il s'engage dans l'armée de terre des États-Unis en 2007 et rejoint la garde nationale de Virginie en 2009. Il est déployé dans le cadre de l'opération Enduring Freedom entre 2012 et 2013. Il quitte l'armée en 2019 avec le grade de capitaine.
De 2011 à 2022, il travaille au sein de la police d'Arvada, au nord-ouest de Denver.

### Carrière politique
En 2022, Gabe Evans quitte la police pour se lancer en politique. Il est élu à la Chambre des représentants du Colorado, où siège au sein des commissions de la Justice et de l'Énergie et l'Environnement. Bien que le Colorado soit à majorité démocrate, environ 60 % de ses propositions de lois sont adoptées,.
Lors des élections de 2024, Gabe Evans est candidat à la Chambre des représentants des États-Unis dans le 8e district du Colorado, un district disputé, hispanique à 40 % et qui s'étend des banlieues nord de Denver à Greeley. Il remporte la primaire républicaine avec plus des trois-quarts des suffrages face à Janak Joshi, un ancien représentant du Colorado de la région de Colorado Springs. En novembre, il affronte la démocrate Yadira Caraveo élue de justesse deux ans plus tôt. Contrairement à 2022, le Parti libertarien ne présente pas de candidat et soutient la candidature de Gabe Evans. Durant la campagne, ce dernier met l'accent sur le thème de l'immigration et modère certaines de ses positions, notamment sur l'avortement. Il fait finalement basculer le siège au profit des républicains, avec 49 % des voix contre 48,2 % pour la sortante démocrate.